# Eduard el Màrtir
Eduard el Màrtir (vers 962 - 18 de març de 978) va ser rei d'Anglaterra des del 975 fins al seu assassinat tres anys més tard. El va succeir el seu germanastre Etelred l'Indecís.

## Orígens
Eduard era el primogènit del rei Edgard, que no el va reconèixer com a hereu. Segons Osbern de Canterbury la mare d'Eduard era una monja de l'abadia de Wilton.Tanmateix, en una hagiografia de sant Dunstan escrita per Eadmer es diu que, segons informació aportada per Nicolau de Worcester, Eduard era fill d'Æthelflæd, filla d'Ordmær, ealdorman d'Ànglia de l'Est, amb qui Edgar s'havia casat quan era governant de Mèrcia (entre el 957 i la mort d'Eduí el Bell el 959). Aquesta versió és la mateixa que es pot trobar en l'hagiografia de santa Edit, escrita per Goscelí, en el Chronicon ex chronicis de John de Worcester i en la Gesta regum anglorum de Guillem de Malmesbury.
En un document legal (charter) de l'any 966 s'esmenta Ælfthryth, amb qui Edgar es va casar el 964, com a "l'esposa legítima del rei" i el fill de tots dos, Edmund com el fill legítim, mentre que s'esmenta Eduard com només "fill del rei".

## Ascens al tron
A la mort d'Edgard, la noblesa del regne estava dividida entre els partidaris d'Eduard i els del seu mig germà Etelred. El bisbe Æthelwold de Winchester donava suport a la mare d'Etelred, però Dunstan, arquebisbe de Canterbury preferia Edgard. Finalment Eduard, que comptava amb el suport de gran part del clergat, va ser escollit.
Durant el regnat del seu pare s'havien dut a terme importants reformes que afavorien els monjos i havien desposseït d'alguns privilegis als nobles. Mentre ell va governar es van acceptar els canvis i va haver pau, però a la seva mort, en no quedar clar qui era el seu successor, els nobles descontents van aprofitar per revoltar-se i prendre terres als monjos. Els revoltats van trobar el suport d'Æthelwine, un ealdorman d'Ànglia de l'Est i el reialme va estar a punt d'entrar en guerra civil.

## Mort
El regnat d'Eduard va ser conflictiu, amb períodes de fam i rebel·lions per part d'alguns dels nobles més poderosos, que van usurpar les terres que Eduard havia cedit als monestirs benedictins. Es van convocar tres assemblees del witan per tal d'arribar a un acord i pacificar el país: a Kyrtlington, a Calne, i Amesbury. El breu regnat va acabar amb l'assassinat d'Eduard a Corfe, mentre havia anat a visitar el seu germanastre, el 978, en circumstàncies poc clares.

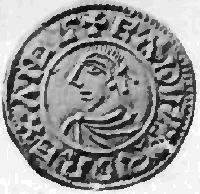
Moneda del regnat d'Eduard
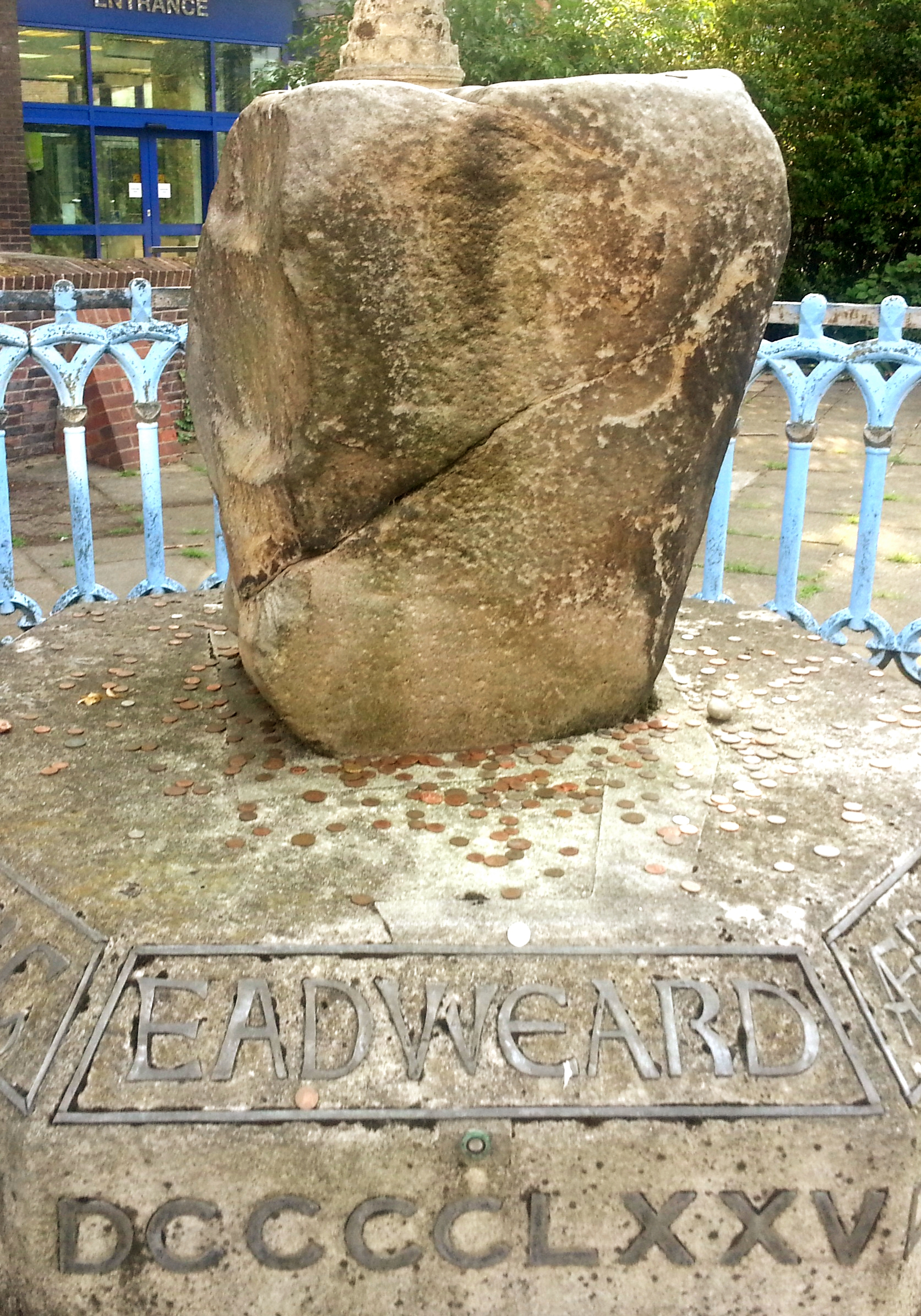
Icona ortodoxa, s. XX
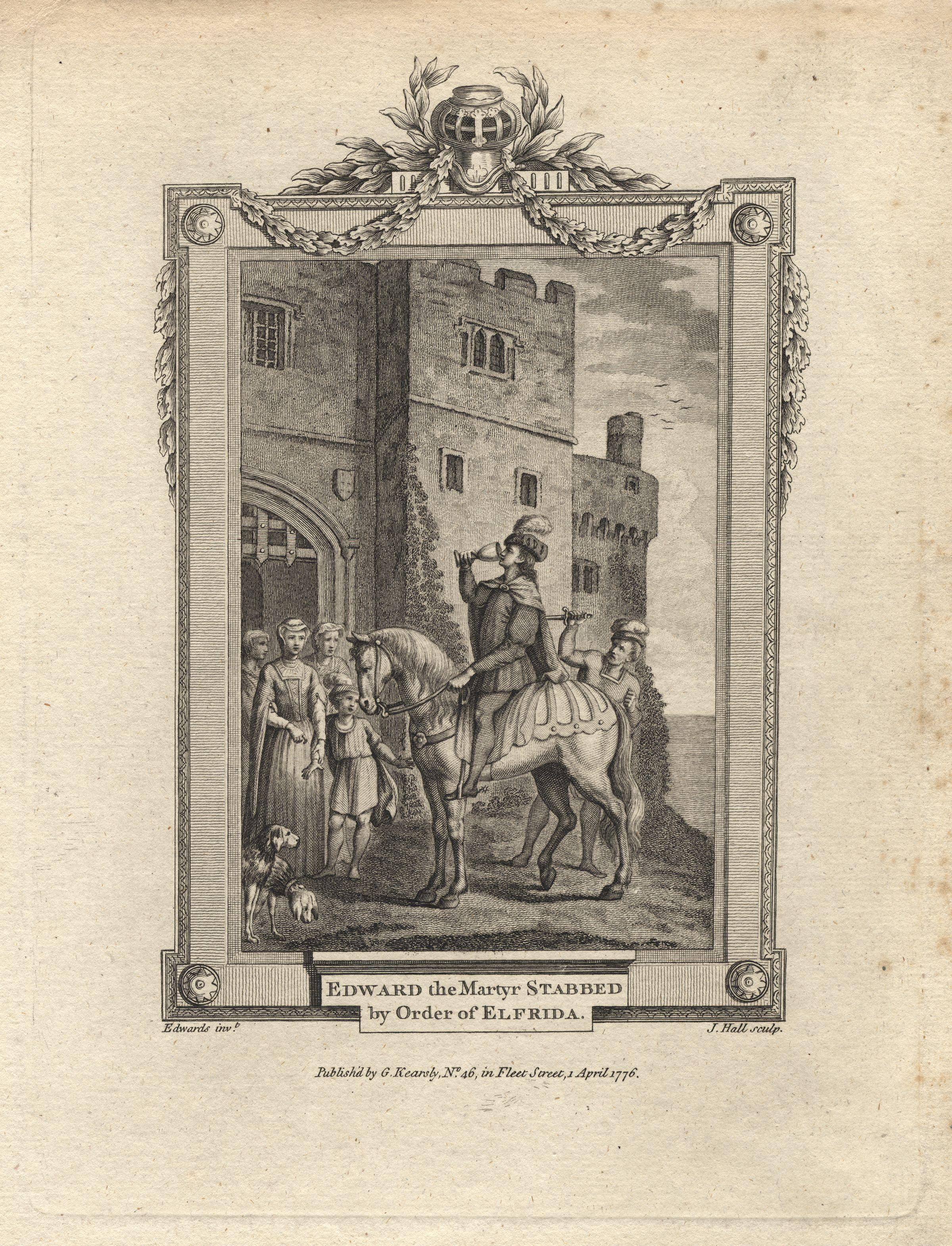
Mort d'Eduard, gravat del 1776
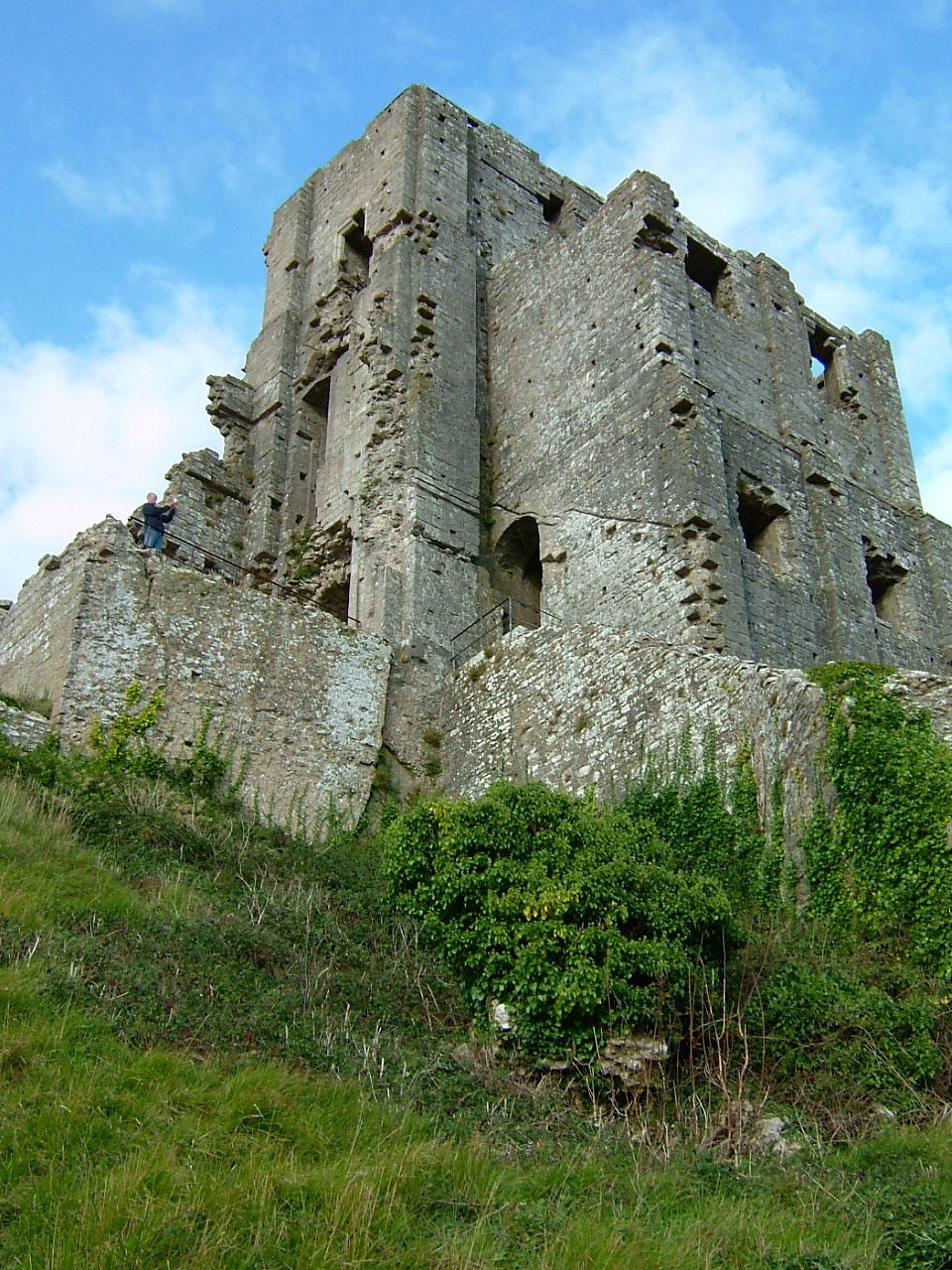
Castell de Corfe, on va morir el rei